# لیک آزبری (فلوریدا)
لیک آزبری (به انگلیسی: Lake Asbury) یک منطقهٔ مسکونی در ایالات متحده آمریکا است که در شهرستان کلی، فلوریدا واقع شده‌است. لیک آزبری ۴۴٫۸ کیلومتر مربع مساحت و ۸٬۷۰۰ نفر جمعیت دارد و ۱۰ متر بالاتر از سطح دریا قرار دارد.